# Jura Dolois Football
Pour les articles homonymes, voir JDF.
Dernière mise à jour : 5 juillet 2025.
Le Jura Dolois Football ou JDF est un club français de football fondé en 1991 basé à Dole (Jura). Le club évolue depuis 2017 en National 3.
Le club est créé en 1991 sous le nom de Dole-Tavaux Racing Club, des suites de la fusion entre le FC Dole et de l'US Tavaux-Damparis. Voguant entre la National 3 et la Division d'Honneur, le club change de nom en 2006 afin de devenir le Jura Dolois Football. Le club se retrouve au plus bas, entre 2012 et 2016, évoluant en Ligue Régionale 2 (7e division nationale). Mais à la suite de l'arrivée de Mohamed Mbitel et d'Hervé Saclier, en tant que président et entraîneur du club, le club retrouve en 2017 la National 3 et s'y maintient depuis 8 saisons.
Depuis 2022 et le lancement du projet « Horizon 2027 », le club a pour objectif d'atteindre le National d'ici 5 ans.

## Historique

### Dole-Tavaux RC (1991-2006)

#### Débuts entre CFA 2 et DH (1991-2001)
Le club est fondé en 1991 sous le nom de « Dole-Tavaux Racing Club » par fusion du FC Dole (fondé en 1907) et de l'US Tavaux-Damparis (fondé en 1932). Ces deux formations ont évolué à un niveau national, l'US Tavaux-Damparis étant même monté en Deuxième division pour trois saisons, mais le groupement de ces deux clubs basés dans des communes voisines était une nécessité pour suivre le rythme imposé par l'évolution du football. On retrouve ce même type d'union à Louhans-Cuiseaux, notamment. 
Pour la première saison du nouveau club qui est placé en Division d'Honneur (DH), il remporte son championnat et par conséquent est promu en Division 4. Pour la dernière saison avant la réforme des championnats, le club a pour objectif le maintien en Division 4 qui entraînerait le placement du club dans le nouvel échelon national, le National 3. Cependant, la saison 1992/1993 verra le DTRC être relégué en Division d'Honneur puisqu'ils terminent dernier du groupe F. Le club retourne en Division d'Honneur et termine troisième en 1994 puis premier en 1995 provoquant le retour du club au niveau national,.
Pour sa première saison dans la nouvelle National 3, le club termine huitième après avoir été classé dans le haut de tableau durant une partie de la saison. La saison suivante verra le DTRC terminé sixième malgré avoir engrangé moins de points que la saison précédente (37 en 1996, 36 en 1997). En parallèle, le club atteint le septième tour de la Coupe de France. La troisième saison consécutive du club au cinquième échelon national devenu le CFA 2 sera difficile et le club est relégué en Division d'Honneur à cause de la différence de buts particulière (différence de buts lors des matchs entre la réserve du RC Besançon et le Dole-Tavaux RC). En Coupe de France, le club atteint de nouveau le septième tour. Le retour du club en Division d'Honneur voit le DTRC terminer à la seconde place, la saison suivante verra le DTRC terminer de nouveau second à cause d'une perte de points et la troisième saison du club verra le DTRC remporter le championnat de Division d'Honneur et retourner en CFA 2,,.

#### Stabilisation en CFA 2 (2001-2006)
Le retour du club en CFA 2 verra le DTRC jouer la montée puisque le club débute très bien sa saison avec notamment une série de 6 victoires consécutives. Cependant, la suite de la saison sera plus compliquée avec 9 matchs sans victoires mais les jurassiens restent en course pour la montée en CFA. Finalement, le club termine cinquième à égalité avec le troisième l'US Forbach, promu en CFA mais en raison de la différence de buts particulière, les Jurassiens ne sont pas promus en CFA. Après cet échec, le club joue de nouveau la montée pour la saison 2002/2003 mais finalement termine quatrième à quatre points de Jura Sud Foot, promu en CFA.
Après deux saisons dans le haut de tableau, le club reste ambitieux cependant le DTRC va se retrouver à jouer le maintien et grâce à une meilleure fin de saison, le club se maintient en terminant neuvième à un point du premier relégable, le FCSR Haguenau,. En Coupe de France, le club est éliminé au septième tour par le RC Besançon, club de Ligue 2. La saison suivante sera similaire à la précédente puisque le club termine à la 11e place à deux points du barragiste mais avec une plus grande avance sur le premier relégable, le FC Châlon-sur-Saône,. En Coupe de France, au septième tour, le club est éliminé aux tirs au but par le CO Saint-Dizier. Enfin, la sixième saison consécutive du club en CFA 2 sera catastrophique puisque le club termine avant-dernier, remportant seulement 4 matchs et par conséquent le DTRC retourne en Division d'Honneur,.

### Jura Dolois Football (depuis 2006)

#### Ascenseur entre la CFA 2 et la DH (2006-2011)
Devenu « Jura Dolois football » le 4 juin 2006, le club prépare son retour en championnat national (CFA2) en signant un accord de partenariat avec le club de Dijon Football Côte d'Or en juin 2007. Hasard du calendrier, Jura Dolois Football ouvre sa saison en CFA2 le 18 août 2007 face à la réserve de Dijon, rencontre qu'il remporte 3 buts à 1, ce qui ne préfigure toutefois pas d'une suite favorable puisque l'équipe retrouvera la Division d'Honneur en 2008-2009.
Lors de la saison 2009-2010, le JDF fera une très belle saison. Auteur d'un très bon recrutement, le club tavelo-dolois démarre très fort avec plusieurs mois d'invincibilité toutes compétitions confondus. Après l'élimination en coupe de France face à Metz, l'objectif numéro 1 est la montée en CFA 2. L'équipe continue sa montée en puissance et ce jusqu'à la fin de la saison malgré leur première défaite face à Arbois (1-0) au mois de mars. À la fin du championnat, alors qu'il ne reste plus que trois journées, le JDF compte 7 points d'avance sur son dauphin. Mais l'équipe va perdre les deux premiers matchs et la montée se jouera sur le dernier match, avec un public qui répondra présent (près de 800 spectateurs), l'équipe gagnera dans la douleur son ticket pour le CFA 2 sur le score de 2 buts à 1. Lors de la saison 2010/2011, le JDF terminera dernier de son groupe de CFA2.

#### Au plus bas (2011-2015)
L'énième relégation en Division d'Honneur (DH) ne sera synonyme de remontée, bien au contraire puisque le club termine 13e sur 14 pour sa première saison en DH, enchaînant une seconde relégation consécutive. Pour la première fois de sa récente histoire, l'équipe première du club se retrouve au second niveau régional (LR2). À la suite de cette relégation, le président Stéphane Baiocco est remplacé par l'ancien entraîneur et joueur du club, Bernard Stepien.
À ce moment-là, l'objectif du club est de remonter en DH le plus rapidement possible, cependant l'équipe échoue à 3 reprises terminant successivement 4e en 2013, 3e en 2014 et 5e en 2015 et par conséquent stagne au second niveau régional. En parallèle, cette période d'instabilité sera marquée par une « valse » d'entraîneurs puisque 5 entraîneurs vont se succéder en 4 ans, échouant tous à faire remonter le club jurassien en Division d'Honneur (DH).

#### Ascension et retour en National 3 (2015-2021)
La saison 2015/2016 marquera un souffle nouveau pour le club avec à sa tête l’arrivée de Mohamed Mbitel, jeune président et ancien joueur du club. Il sera accompagné par le retour d’Hervé Saclier en tant qu'entraîneur de l’équipe première. La réaction fut immédiate puisque l’équipe fanion est promu en Division d'Honneur (DH) pour la première saison du duo Saclier-Mbitel. Pour son retour en DH après 4 saisons en LR2, le club réalise une bonne saison et termine à la cinquième place, à seulement 5 points du 1er, la réserve de l'ASM Belfort.
Cependant, à la suite de la réforme des championnats nationaux ayant pour conséquence le passage de la National 3 (anciennement CFA 2) de 8 à 12 groupes de 14 équipes, le JDF participe aux barrages d'accessions en National 3. Malgré sa défaite en barrages face à l'AS Quétigny, le club est promu en National 3 à la suite de l'interdiction de promotion du SC Clémenceau Besançon et rejoint le groupe Bourgogne-Franche-Comté,. Le club marque par cette seconde promotion consécutive, son retour au niveau national. Pour son retour en National 3, le club bat le FC Gueugnon dès le premier match mais cependant la saison sera moyenne, le club enchaînant des séries de victoires, de défaites (notamment une défaite à domicile 7-0 face à la réserve du FC Sochaux) mais aussi de matchs nuls. Finalement, le club termine huitième et se maintient pour la première fois en National 3/CFA 2 depuis 2005.
La saison 2018/2019 voit le JDF déménagé du Stade Paul-Martin à Tavaux au Stade Robert-Bobin à Dole et se maintenir en National 3 en terminant 7e lors d'une saison similaire à la précédente bien que le début de championnat fut « difficile » avec aucune victoire lors des cinq premiers matchs (4 matchs nuls et une défaite). Lors de cette saison, le club s'illustre en remportant la Coupe Bourgogne-Franche-Comté en battant le FC Gueugnon en finale, deux buts à zéro. La saison suivante (2019/2020) sera plus difficile que les saisons précédentes cependant la pandémie de Covid-19 arrêta les championnats prématurément alors le JDF enchaînait 3 défaites consécutives. À la suite de cela, la saison est arrêtée et le JDF termine à la 9e place et est maintenu pour la troisième fois consécutive en National 3.
L'inter-saison 2020 voit les ambitions du club augmentées ce qui a pour conséquence un renouvellement d'une partie importante de l'effectif du club. Le club voit notamment l'arrivée d'Achraf Berriss et de Fawzi Ouaamar, ancien joueur professionnel ayant joué au AC Arles-Avignon, en Ligue 2. Ce recrutement est efficace puisque le club débute le championnat de la meilleure des manières, ne perdant aucun de 5 premiers matchs (3 victoires et 2 matchs nuls). Cela permet au club de se hisser à la seconde place du classement. Cependant la pandémie de Covid-19 met fin au championnat après seulement 5 journées et cette saison sera déclarée « saison blanche » (aucune promotion et relégation).

#### Viser plus haut (depuis 2021)
Pendant la saison 2021-2022, le club a annoncé son projet Horizon 2027, un projet qui a pour objectif la montée en National. Le club réalise une bonne saison, le club se classant entre la 3e et la 4e place à partir de la 6e journée cependant ils restent en marge du podium et terminent la saison à la 4e place avec 43 points. L'objectif de la montée en National 2 fut en partie gâchée par la perte de 4 points (3 points de la victoire + 1 point de pénalité) à la suite de l'alignement de Mara Wagué, joueur suspendu lors d'un match les opposant au FC Grandvillars. En parallèle, ils atteindront le 7e tour de la Coupe de France, éliminés par Bourg-en-Bresse 01, quatre buts à zéro.
Pour sa saison 2022-2023, le club recrute de nombreux joueurs d'expérience et de qualité pour améliorer son effectif. Ainsi, Jordan Aidoud (passé par Alès et Jura Sud), Valentin Liénard (ancien joueur de Limoges, d'Alès et de l'AS Saint-Priest), John Dinkota ou encore Theo Louis signent au JDF,,. Le club ne cache alors pas son ambition d'accrocher une montée en National 2.
Le club entame parfaitement sa saison avec une victoire à domicile face à Grandvillars avant d'enchaîner pour sa première à l'extérieur un nul frustrant (2-2) face à la réserve du DFCO. À la mi-saison, les jurassiens sont quatrième de leur poule de National 3 et à quelques points seulement du podium. Les jurassiens enregistrent également le renfort du gardien Dele Alampasu, international nigérian. En parallèle, ils atteignent de nouveau le 7e tour de la Coupe de France après avoir notamment éliminés le Mâcon FC, 16 buts à 0. Ils seront éliminés au 7e tour par le FC Haguenau, club de National 2, un but à zéro. Pour leur retour sur les terrains après la trêve, les dolois se sont imposés sur la plus petite des marges face à Cosne (victoire 1-0). Le club enchaîne victoire à domicile et match nul 1-1 à l'extérieur puis s'impose enfin à l'extérieur face à la réserve du FC Sochaux, en mars 2023. La réception du CA Pontarlier à Dole entraîne un engouement et le record d'affluence du club est battu avec la présence de 2 500 spectateurs au Stade Robert-Bobin mais le JDF s'inclinera pour la première fois de la saison à domicile après une défaite, deux buts à zéro. Face à la lanterne rouge, Quetigny (dernier avec -3 points et 77 buts encaissés), le JDF s'imposera « seulement » 2 buts à 1.
Dans un sprint final haletant, les jurassiens finiront à la troisième place de National 3 en terminant par une triste defaite contre le relégué Grandvillars (5-1).
Les dolois remportent également la coupe Bourgogne France-Comté face à Sennecey-Le Grand (3-0).
L'intersaison est agitée avec de nombreux départs dont ceux d'Achraf Beriss (membre important de la bonne saison 2022-23 du club), de Valentin Lienard (un des joueurs les plus utilisés), Théo Louis, Marco Essimi ainsi que celui d'Hervé Saclier, coach du club depuis 2015. Pour pallier ces départs, le club recrutes énormément (17 arrivées). Les joueurs arrivant ne sont pas inconnus du club puisque certains jouaient déjà dans la poule du JDF l'an passé (Haroun Tchaouna, Valentin Revoy, Mickael Gouagou et Maxence Puget. 
L'effectif, de qualité sur le papier malgré les départs et qui joue la montée direct en National 2, connaît des débuts très difficiles en championnat : une défaite inaugurale contre Besançon Foot (2-0) avant d'enchaîner par des défaites contre Selongey (2-3) et face à Louhans Cuiseaux (2-0). L'équipe obtient finalement son premier succès de la saison face à l'AS Chapelloise. Les jurassiens enchaînent ensuite contre Moulin Yzeure puis la réserve de Dijon. En fin de saison 2023/2024, le JDF terminera à la 5e place. La saison suivante est moins bonne pour le JDF qui termine en milieu de tableau, à la 7e place de sa poule, et est éliminé par Rumilly-Vallières au 3e tour de coupe de France. 

##### L'ére Fabien Tissot (depuis 2025)
Alexandre Pepe ne prolonge pas à l'issue de la saison 2024-2025, et est remplacé dans la foulée par Fabien Tissot, ancien entraîneur du SA Epinal en National et de Bourgoin-Jallieu notamment,. Le renouvellement d'effectif est important (départs de nombreux joueurs, comme Lucas Champommier, Joakim Balmy, Rayanne Khemais, Miguel Ribeiro-Castro ou Josué Ahouré, meilleur buteur du club sur la saison écoulée). Les jurassiens reprennent le 15 Juillet avec pas moins de douze recrues.  

## Bilan sportif

### Palmarès
| Compétitions régionales |
| Compétitions actuelles : - Coupe de Bourgogne-Franche-Comté - Vainqueur : 2019 Anciennes compétitions : - Division d'Honneur Franche-Comté - Champion : 1992, 1995, 2001, 2007, 2010 - Coupe de Franche-Comté - Vainqueur : 2001 |

### Coupe de France
Depuis la fusion du FC Dole et de l'US Tavaux-Damparis en 1991, le Jura Dolois Football a atteint le 7e tour à sept reprises. L'épopée la plus prestigieuse était lors de la saison 2009-2010. L'équipe, qui évolue en Division d'Honneur, alors invaincue toutes compétitions confondues, bat à l'extérieur l'équipe de l'ASM Belfort qui évolue en CFA 2. Lors du 7e tour, l'équipe tavello-doloise reçoit le FC Metz, club de Ligue 2, le 21 novembre 2009 et s'incline après prolongations sur le score final de 3 buts à 1.

### Bilan saison par saison
Le tableau ci-dessous récapitule le parcours du Jura Dolois en championnat et en Coupe de France depuis 1991,,, :
| Saison                              | Division          | Groupe | E | C      | Pts | J  | G  | N  | P  | BP | BC | DB  | Coupe de France   |
| Dole-Tavaux Racing Club (1991-2006) |                   |        |   |        |     |    |    |    |    |    |    |     |                   |
| 1991-1992                           | DH Franche-Comté  | B      | 5 | 1er/12 | 53  | 22 | 14 | 3  | 5  | 51 | 30 | +21 | tour préliminaire |
| 1992-1993                           | Division 4        | F      | 4 | 14e/14 | 19  | 26 | 6  | 7  | 13 | 20 | 37 | -17 | 6e tour           |
| 1993-1994                           | DH Franche-Comté  | B      | 6 | 3e/13  | 58  | 24 | 14 | 6  | 4  | 50 | 31 | +19 | 6e tour           |
| 1994-1995                           | DH Franche-Comté  | B      | 6 | 1er/12 | 54  | 22 | 14 | 4  | 4  | 56 | 27 | +29 | 5e tour           |
| 1995-1996                           | National 3        | C      | 5 | 8e/14  | 37  | 26 | 10 | 7  | 6  | 40 | 33 | +7  | 6e tour           |
| 1996-1997                           | National 3        | F      | 5 | 6e/14  | 36  | 26 | 10 | 6  | 10 | 33 | 35 | -2  | 7e tour           |
| 1997-1998                           | CFA 2             | F      | 5 | 14e/16 | 31  | 30 | 7  | 10 | 13 | 35 | 46 | -11 | 7e tour           |
| 1998-1999                           | DH Franche-Comté  | B      | 6 | 2e/15  | 85  | 28 | 18 | 3  | 7  | 63 | 26 | +37 | 5e tour           |
| 1999-2000                           | DH Franche-Comté  | B      | 6 | 2e/14  | 75  | 26 | 14 | 7  | 5  | 39 | 15 | +24 | 5e tour           |
| 2000-2001                           | DH Franche-Comté  | B      | 6 | 1er/14 | 89  | 26 | 19 | 6  | 1  | 63 | 18 | +45 | 6e tour           |
| 2001-2002                           | CFA 2             | C      | 5 | 5e/16  | 75  | 30 | 12 | 9  | 9  | 44 | 32 | +8  | tour préliminaire |
| 2002-2003                           | CFA 2             | C      | 5 | 4e/16  | 78  | 30 | 14 | 6  | 10 | 50 | 42 | +8  | tour préliminaire |
| 2003-2004                           | CFA 2             | C      | 5 | 9e/16  | 69  | 30 | 11 | 6  | 13 | 34 | 43 | -9  | 7e tour           |
| 2004-2005                           | CFA 2             | C      | 5 | 11e/16 | 70  | 30 | 10 | 10 | 10 | 26 | 30 | -4  | 7e tour           |
| 2005-2006                           | CFA 2             | C      | 5 | 15e/16 | 47  | 30 | 4  | 5  | 21 | 24 | 51 | -27 | tour préliminaire |
| Jura Dolois Football (depuis 2006)  |                   |        |   |        |     |    |    |    |    |    |    |     |                   |
| 2006-2007                           | DH Franche-Comté  | B      | 6 | 1er/14 | 81  | 26 | 16 | 7  | 3  | 35 | 13 | +25 | tour préliminaire |
| 2007-2008                           | CFA 2             | C      | 5 | 15e/16 | 47  | 30 | 4  | 5  | 21 | 22 | 58 | -36 | tour préliminaire |
| 2008-2009                           | DH Franche-Comté  | B      | 6 | 6e/14  | 59  | 26 | 9  | 6  | 11 | 33 | 38 | -5  | tour préliminaire |
| 2009-2010                           | DH Franche-Comté  | B      | 6 | 1er/14 | 83  | 26 | 17 | 6  | 3  | 61 | 26 | +35 | 7e tour           |
| 2010-2011                           | CFA 2             | C      | 5 | 16e/16 | 53  | 30 | 5  | 8  | 17 | 32 | 60 | -28 | 6e tour           |
| 2011-2012                           | DH Franche-Comté  | B      | 6 | 13e/14 | 46  | 26 | 5  | 5  | 16 | 24 | 53 | -29 | 6e tour           |
| 2012-2013                           | LR2 Franche-Comté | B      | 7 | 4e/12  | 55  | 22 | 9  | 6  | 7  | 26 | 19 | +7  | 3e tour           |
| 2013-2014                           | LR2 Franche-Comté | B      | 7 | 3e/12  | 69  | 22 | 15 | 2  | 5  | 57 | 18 | +39 | 3e tour           |
| 2014-2015                           | LR2 Franche-Comté | B      | 7 | 5e/12  | 55  | 22 | 9  | 6  | 7  | 38 | 29 | +9  | 5e tour           |
| 2015-2016                           | LR2 Franche-Comté | B      | 7 | 1er/12 | 77  | 22 | 18 | 1  | 3  | 58 | 19 | +39 | 6e tour           |
| 2016-2017                           | DH Franche-Comté  | B      | 6 | 5e/14  | 66  | 26 | 11 | 7  | 8  | 45 | 33 | +12 | 6e tour           |
| 2017-2018                           | National 3        | E      | 5 | 8e/15  | 38  | 28 | 10 | 8  | 10 | 37 | 41 | -4  | 5e tour           |
| 2018-2019                           | National 3        | E      | 5 | 7e/14  | 38  | 26 | 10 | 8  | 8  | 43 | 36 | +7  | 3e tour           |
| 2019-2020                           | National 3        | E      | 5 | 9e/14  | 19  | 17 | 5  | 4  | 8  | 17 | 25 | -8  | 6e tour           |
| 2020-2021                           | National 3        | E      | 5 | 2e/14  | 18  | 5  | 3  | 2  | 0  | 12 | 3  | +9  | 6e tour           |
| 2021-2022                           | National 3        | E      | 5 | 4e/14  | 43  | 26 | 13 | 5  | 8  | 44 | 35 | +9  | 7e tour           |
| 2022-2023                           | National 3        | E      | 5 | 3e/14  | 48  | 26 | 13 | 9  | 4  | 49 | 38 | +11 | 7e tour           |
| 2023-2024                           | National 3        | B/FC   | 5 | 5e/14  | 39  | 26 | 12 | 3  | 11 | 37 | 33 | +4  | 7e tour           |

| Champion / vainqueur | Promu | Barrage de promotion | Finaliste / Second | Demi-finaliste / Troisième |

| Barrage de relégation/Repêché | Relégué | Rétrogradé administrativement | Saison non-terminée | Saison en cours |

### Bilan des championnats disputés
Le tableau ci-dessous récapitule tous les matchs officiels disputés par le Jura Dolois Football dans les différentes compétitions nationales et régionales à l'issue de la saison 2021-2022 :
| Championnats       | Saisons | Titres | Meilleure Performance                      | J   | G   | N   | P   | BP   | BC   | DB   |
| Division 4         | 1       | 0      | 14e en 1992-1993                           | 26  | 6   | 7   | 13  | 20   | 37   | -17  |
| CFA 2 / National 3 | 15      | 0      | Second en 2020-2021                        | 394 | 128 | 99  | 167 | 493  | 570  | -77  |
| Division d'Honneur | 11      | 5      | Champion en 1992, 1995, 2001, 2007 et 2010 | 278 | 151 | 60  | 67  | 520  | 310  | +210 |
| Ligue Régionale 2  | 4       | 1      | Champion en 2015-2016                      | 88  | 51  | 15  | 22  | 179  | 85   | +94  |
| Total              | 31      | 6      | 14e de D4 en 1992-1993                     | 786 | 336 | 181 | 269 | 1212 | 1002 | +210 |

## Personnalités du club

### Présidents
Voici la liste des présidents du club depuis sa création en 1991 :
| Rang | Pays | Nom                  | Période     |    | Rang | Pays             | Nom         | Période     |
| ---- | ---- | -------------------- | ----------- | -- | ---- | ---------------- | ----------- | ----------- |
| 1    |      | Michel Tchapian      | 1991 - 1992 |    | 6    |                  | Gilles Sire | 2001 - 2009 |
| 2    |      | François Reconneille | 1992 - 1993 | 7  |      | Fabrice Beneton  | 2009 - 2010 |             |
| 3    |      | Robert Sadosky       | 1993 - 1997 | 8  |      | Stéphane Baiocco | 2010 - 2012 |             |
| 4    |      | Michel Jouchoux      | 1997 - 1999 | 9  |      | Bernard Stepien  | 2012 - 2015 |             |
| 5    |      | José Rios            | 1999 - 2001 | 10 |      | Mohamed Mbitel   | depuis 2015 |             |

### Entraîneurs
Voici la liste des entraîneurs du club depuis sa création en 1991 :
| Rang | Pays | Nom                           | Période     |    | Rang | Pays             | Nom            | Période     |
| ---- | ---- | ----------------------------- | ----------- | -- | ---- | ---------------- | -------------- | ----------- |
| 1    |      | Jean Christian Lang           | 1991 - 1993 |    | 7    |                  | Khalid Filali  | 2011 - 2012 |
| 2    |      | Franck Lemesle                | 1993 - 1994 | 8  |      | Bakary Fofana    | 2011 - 2012    |             |
| 3    |      | Hervé Saclier/Bernard Stepien | 1994 - 1999 | 9  |      | Franck Hotellier | 2012 - 2013    |             |
| 4    |      | Bernard Stepien               | 1999 - 2000 | 10 |      | Lauris Catelin   | 2013 - 2014    |             |
| 5    |      | Hervé Saclier/Bernard Stepien | 2000 - 2009 | 11 |      | Yohann Chapuis   | 2014 - 2015    |             |
| 6    |      | Hervé Saclier                 | 2009 - 2011 | 12 |      | Hervé Saclier    | 2015-2023      |             |
|      |      |                               |             |    | 13   |                  | Alexandre Pepe | Depuis 2023 |

### Effectif actuel (2024-2025)
Le tableau liste effectif du Jura Dolois Football pour la saison 2024-2025,.

## Structures du club

### Stade Robert-Bobin
Inauguré en 1951, le stade Robert-Bobin est un stade omnisports situé à Dole et d'une capacité de 3 000 places dont 950 places assises dans l'unique tribune du stade. Il porte le nom de Robert Bobin, athlète français tout comme le stade Robert-Bobin de Bondoufle. Le stade dolois comporte une piste d'athlétisme en tartan, est équipé d'une pelouse naturelle en son centre ainsi que de 4 projecteurs délivrant une puissance totale de 224 lux. En face de la tribune du stade, est installé un autre bâtiment comportant des vestiaires pour les autres terrains du complexe.
Le stade a été occupé par le FC Dole, ayant joué en Division 3 et Division 4 et formé le JDF avec l'US Tavaux-Damparis. Depuis la saison 2018/2019, le Jura Dolois Football y joue l'entièreté de ses rencontres de National 3 et de Coupe de France. Le record d'affluence du club est de 2 500 spectateurs lors de la rencontre entre le JDF et le CA Pontarlier, le 25 mars 2023, remporté par les visiteurs, deux buts à zéro,.
Il accueille aussi le club de rugby du Grand Dole Rugby et le club d'athlétisme de l'US Dole, accueillant l'ensemble de ses compétitions.

### Stade Paul-Martin
Le stade Paul-Martin de Tavaux a été inauguré en 1932, il est équipé d'une tribune de 300 places, de gradins couverts sur la longueur du terrain et de gradins non couverts derrière les buts. D'une capacité de 3 000 places dont 300 places assises, il fut le stade de l'US Tavaux-Damparis (qui fusionnera avec le FC Dole, en 1991, pour former le JDF) durant notamment ses 3 saisons en deuxième division durant les années 1970 et 1980. Il accueillera 4 946 spectateurs lors de la réception de l'AS Monaco pour le premier match du club en Division 2 ce qui constitue la meilleure affluence pour un club de football de la région de Dole.
 Aujourd'hui, le terrain principal accueille les équipes jeunes et l'équipe féminine du JDF après avoir accueilli l'équipe première de National 3 jusqu'à la saison 2017/2018. Le complexe de Tavaux comporte aussi un terrain synthétique, le stade Christian-Tapella qui accueille les entraînements de l'équipe première ainsi que rarement des matchs de l'équipe première et un autre terrain situé derrière les gradins couverts du terrain principal. 
La petite tribune du terrain principal est actuellement le siège du club jurassien et le complexe est destiné uniquement destiné à la pratique du football.

### Rénovation des infrastructures dans le cadre du projet«Horizon 2027»
| \| Stade Robert-Bobin Stade Paul-Martin \| Emplacement des infrastructures du JDF en Bourgogne-Franche-Comté. |
| Stade Robert-Bobin Stade Paul-Martin                                                                          |

Dans le cadre du projet « Horizon 2027 » présenté durant la saison 2021/2022, la rénovation des infrastructures est l'un des axes primordiaux du projet du club. Tout d'abord, le Stade Robert-Bobin de Dole va être légèrement rénové avec la création d'une nouvelle entrée principale, d'une boutique pour le club et d'une nouvelle buvette. Quant à la tribune du stade, celle-ci verrait la création d'espaces partenaires (salon et loges) sur l'actuel belvédère de la tribune. En parallèle, les principales rénovations auront lieu au complexe Paul-Martin de Tavaux. Tout d'abord, une nouvelle entrée serait créée ainsi qu'un nouveau bâtiment accueillant les bureaux administratifs (siège du club) mais aussi des équipements pour l'équipe première actuellement en National 3 (vestiaires, balnéothérapie, salle de musculation...). Le complexe se verrait doté de terrains pour différentes activités diverses, d'un nouveau terrain synthétique derrière les gradins couverts du terrain principal qui ne subira aucune rénovation. Enfin, l'actuel terrain synthétique se verra équipé d'une nouvelle tribune couverte comportant des vestiaires.

## Autres équipes

### Équipe réserve
Le club comporte deux équipes réserves jouant au niveau régional. Il y a l'équipe « B » qui joue actuellement en Régional 1 Bourgogne-Franche-Comté après avoir remporté son championnat de Régional 2 Bourgogne-Franche-Comté, lors de la saison 2021/2022. L'équipe « C » évolue en Régional 3 Bourgogne-Franche-Comté.

### Section féminine
En 2016, la section féminine du club est créée et celle-ci fusionnera en juin 2021 avec la section du GSF Villers pur former le GSF Villiers JDF. Elles jouent aujourd'hui en Régional 1 Féminine Bourgogne-Franche-Comté.

## Identité visuelle

### Aspects juridiques et économiques

#### Statut juridique et dénomination du club
- 1991-2006 : Dole-Tavaux Racing Club
- depuis 2006 : Jura Dolois Football

#### Éléments comptables
Chaque saison, le Jura Dolois Football publie son budget prévisionnel de fonctionnement après validation auprès de la DNCG, l'instance qui assure le contrôle administratif, juridique et financier des associations et sociétés sportives de football afin d'en garantir la pérennité. Le budget prévisionnel d'un club s'établit en amont de l'exercice à venir et correspond à une estimation de l'ensemble des recettes et des dépenses prévues par l'entité. Le tableau ci-dessous résume les différents budgets prévisionnels du club saison après saison.
| Saison | 2014-2015 | 2015-2016 | 2016-2017 | 2017-2018 | 2018-2019 | 2019-2020 | 2020-2021 | 2021-2022 | 2022-2023 |
| Budget | 0,17 M€   | N.C       | N.C       | N.C       | N.C       | N.C       | N.C       | 0,67 M€   | 0,7 M€    |

#### Sponsoring
Le club est soutenu par plus de 80 partenaires diverses et variés. Parmi ses partenaires, on retrouve Betclic, site de paris sportifs, qui soutient le JDF depuis le début de la saison 2022-2023. Les collectivités locales soutiennent le club comme le département du Jura, la communauté d'agglomération du Grand Dole ou encore les villes de Dole et de Tavaux.